# Rhododendron coriaceum
Rhododendron coriaceum är en ljungväxtart som beskrevs av Adrien René Franchet. Rhododendron coriaceum ingår i släktet rododendron, och familjen ljungväxter. Inga underarter finns listade i Catalogue of Life.